# Línea Dodge (Argentina)
La Línea Dodge fue una serie de automóviles de turismo del segmento F, producidos en Argentina bajo la marca Dodge por el fabricante Chrysler-Fevre Argentina S.A., subsidiaria argentina de la Chrysler Corporation. Esta gama de vehículos se trató de una serie de modelos, divididos en dos grandes grupos que estaban basados en un único diseño de carrocería cada uno, los cuales a su vez diferían en sus nombres debido a su equipamiento o atributos mecánicos. Todos estos modelos, estaban basados en una reformulación argentina a la carrocería de la cuarta generación del modelo norteamericano Dodge Dart. 
Dentro de esta nueva línea de coches, la gama de vehículos estaba dividida en dos versiones bien diferenciadas, siendo estas la línea sedán y la línea coupé. En conjunto, la producción de estos modelos se inició en el año 1968 y finalizó en 1979 tras la venta de la subsidiaria Chrysler-Fevre a Volkswagen, para la constitución de Volkswagen Argentina S.A..

## Gama sedán

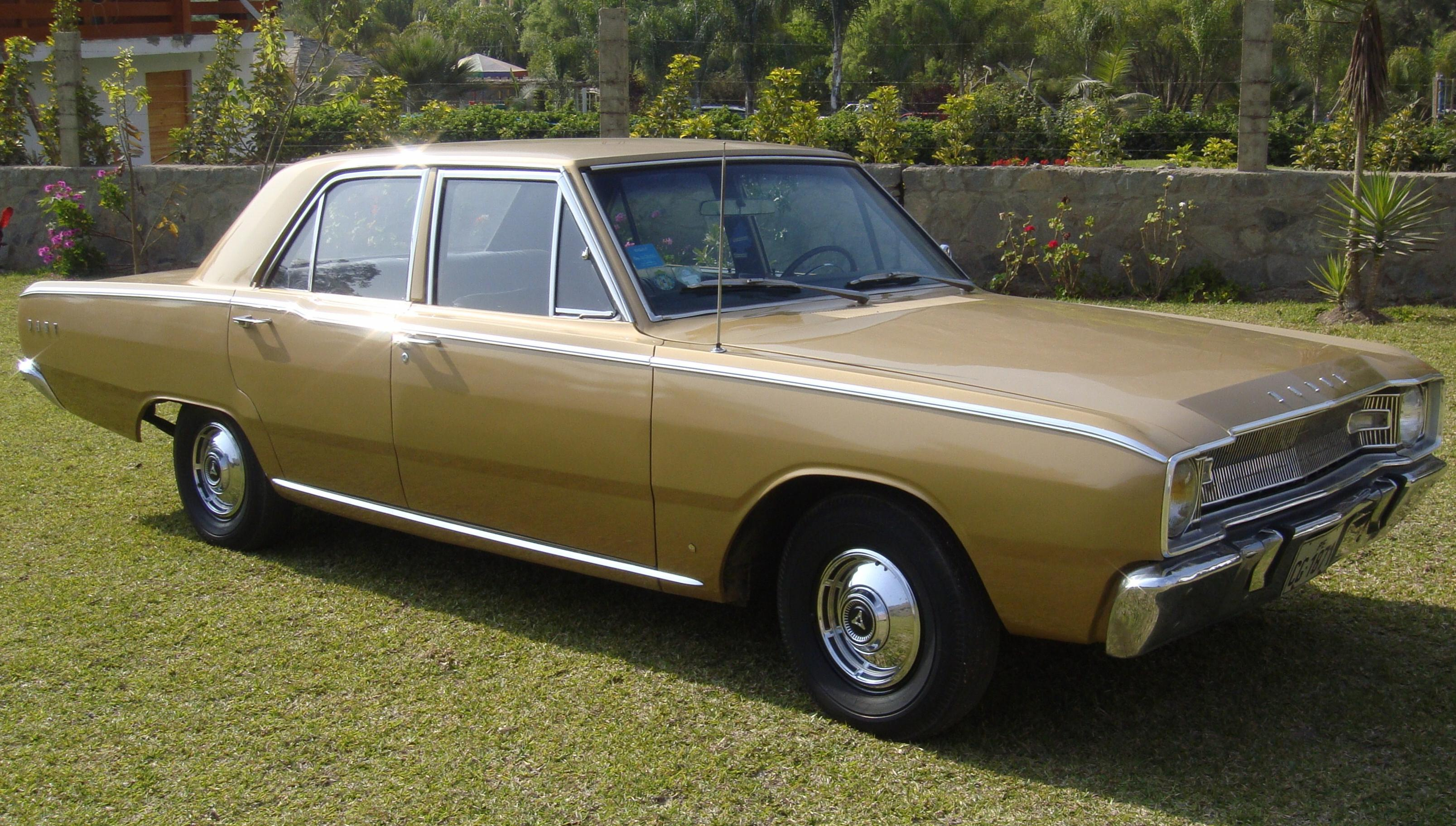
Dodge Dart, modelo tomado como base para la Línea Dodge Argentina

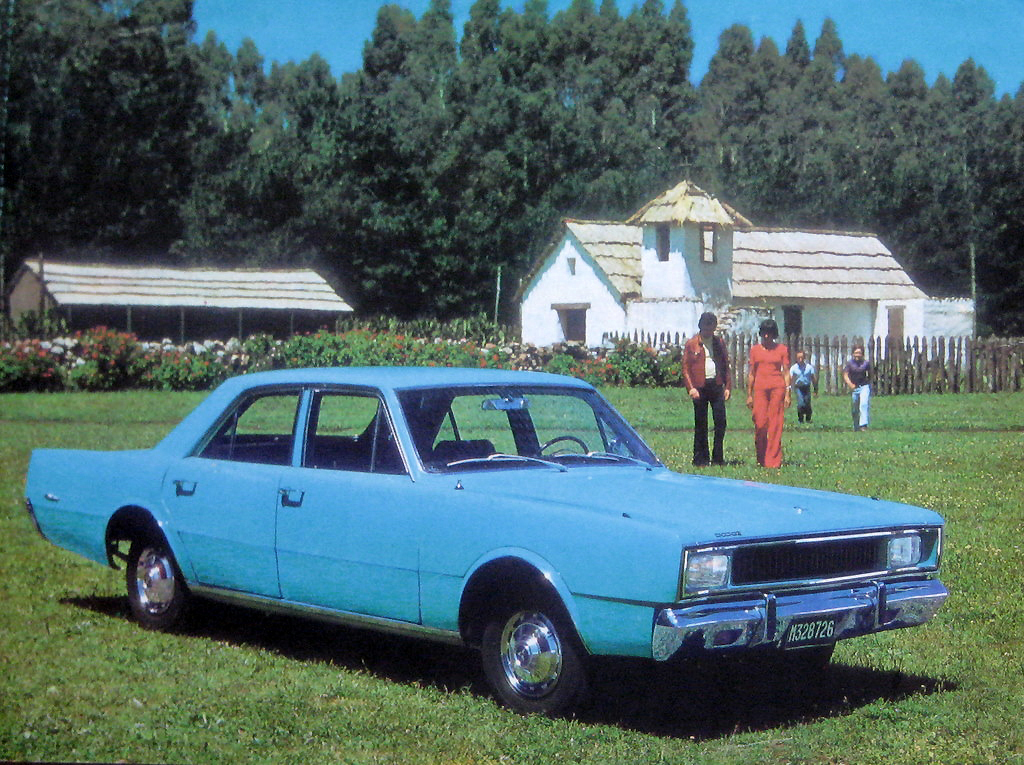
Dodge Polara

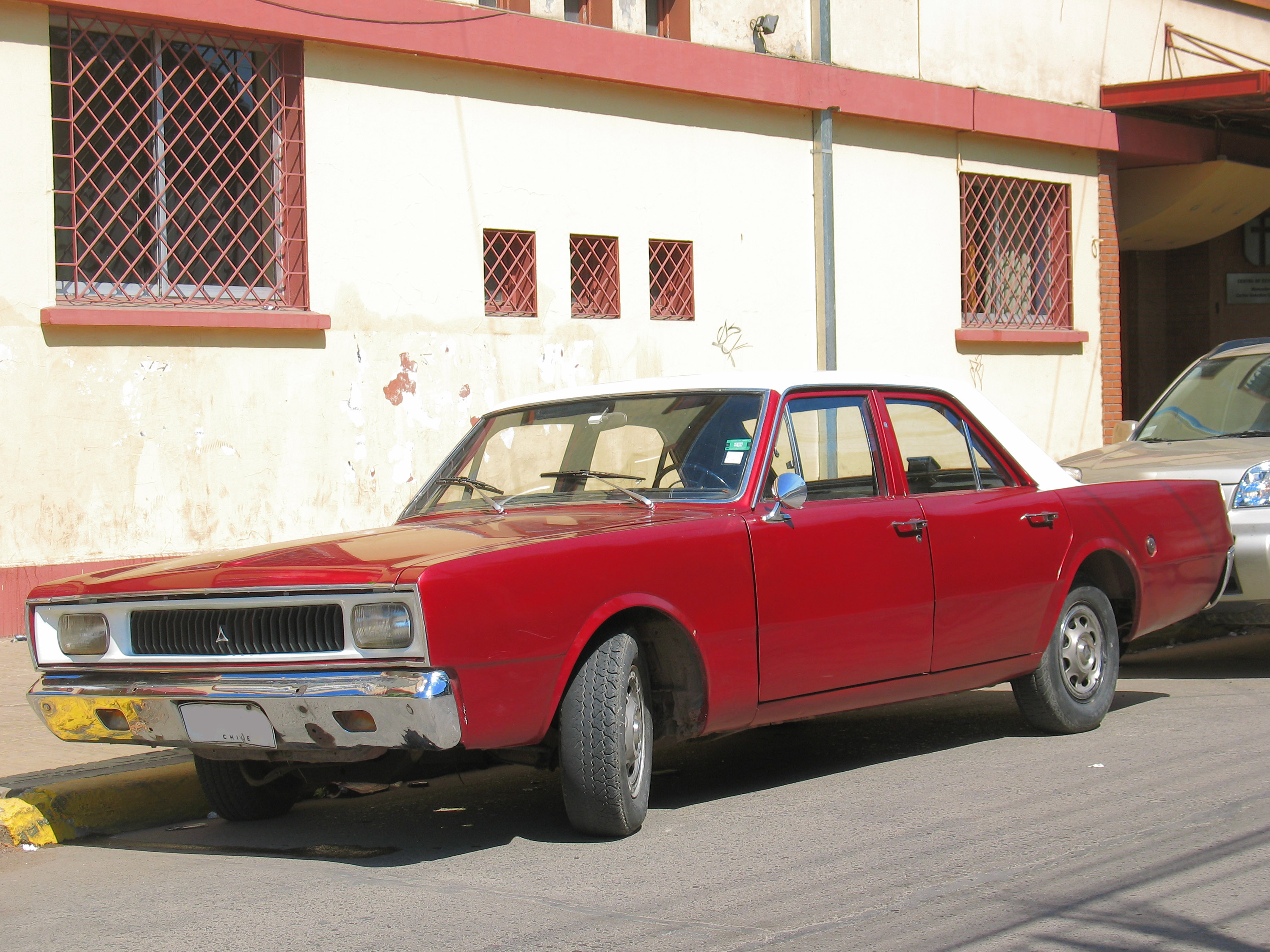
Dodge Coronado

La gama sedán de Dodge, fue lanzada oficialmente a finales del mes de noviembre del año 1968. Esta gama de modelos estaba basada en una reformulación practicada en Argentina a la cuarta generación del modelo americano Dodge Dart. Esta reformulación consistió en dotar al Dart de una cintura más ancha, desde la mitad de la puerta trasera, hasta la punta del baúl. A su vez, el diseño del baúl adoptaría la forma de un leve plano inclinado hacia arriba, desde la mitad de la puerta trasera hasta su extremo, el resultado era una estética muy similar a la de un Plymouth Belvedere de 1968, claro que sobre una plataforma más reducida (Chrysler Body A) de los Valiant y Dart. Ésta reformulación, otorgaba al sedán argentino un perfil aerodinámico superior a la forma rectilínea del modelo original. Otra reformulación con la que contó la Línea Dodge argentina en relación con la cuarta generación del Dart, tuvo que ver con su frontal, ya que fue dejado de lado el diseño original en el cual la parrilla se encontraba hundida entre los dos conjuntos ópticos. En su lugar, fue empleado un nuevo diseño en el que la parrilla y los conjuntos ópticos formaban un solo cuerpo, encerrados en un plano frontal uniforme. Este replanteo daría pie a un nuevo diseño de trompa con un perfil suavemente más afilado que el Dart original. 
La alineación de la gama sedán consiste en:
- Dodge Valiant: Modelo presentado en el año 1968 como modelo base de la gama, sirviendo a su vez como modelo de transición entre la línea Dodge y su predecesora Línea Valiant. Su denominación se debe a la incorporación del conjunto mecánico del modelo Valiant IV, consistiendo principalmente en su motor Chrysler Slant-Six de 6 cilindros en línea y 225 púlgadas cúbicas (3678 cc.) con una relación de compresión de 7,3:1 y acoplado a una caja manual de 3 velocidades.
- Dodge Polara: Modelo presentado en el año 1968, difería de su antecesor en la incorporación de un impulsor de similares características físicas, pero mecánicamente mejorado, pasando a tener una relación de compresión de 8:1. En el año 1972 estrenaría una versión coupé derivada del modelo Dodge GTX y que serviría de base para el modelo Dodge RT, mientras que en 1976 presentaría una versión especial equipada con un motor diésel Perkins 4-203. Con el paso del tiempo, sucedería al Dodge Valiant como modelo base, hasta finalizar su producción en el año 1979.
- Dodge Coronado: Versión de lujo de la línea Dodge, presentada también en el año 1968 como complemento de los modelos Polara y GT. Se diferenciaba del resto por presentar equipamiento de lujo, como ser la incorporación de levantacristales eléctricos, tapizados de cuero o aire acondicionado, además de incorporar una gran cobertura de vinilo en el techo, como detalle estético externo. En el año 1971 presentaría una versión con caja automática, siendo el primer automóvil argentino en incorporar esta solución mecánica. Su producción finalizaría en 1979.
- Dodge GT: Modelo de corte deportivo de la línea Dodge, también presentado en 1968, el cual incorporaba como principal atributo mecánico, una nueva caja de velocidades manual de 4 marchas, además de estrenar una nueva versión mejorada del motor Slant-Six que pasaba a tener una relación de compresión de 8,4:1. Estéticamente, era muy similar al Polara. Su producción finalizó en 1971, pasando sus atributos deportivos a la línea coupé de Dodge.
- Dodge o Dodge Base: Versión básica de la línea Dodge presentada en el año 1969 como reemplazo del modelo Dodge Valiant. Mecánica y físicamente era muy similar al Dodge Polara, pero sin ningún tipo de equipamiento alguno, lo que lo convertía en un coche de bajo costo, a la vez de que su equipamiento definitivo quedaba a cargo de su futuro propietario. Este modelo fue discontinuado en el año 1971.
- Dodge Taxi: Unidad especial desarrollada para su empleo en flotas de taxis. Fue el primer modelo de la marca en incorporar un impulsor diésel, siendo este un Perkins 4/203, de 4 cilindros en línea y 3300 cc. Su producción se extendió entre 1971 y 1976, siendo reconvertido en un automóvil citadino y reubicado como una versión opcional, dentro de la línea de modelos Polara, pasando a denominarse "Polara Diésel".

## Gama coupé

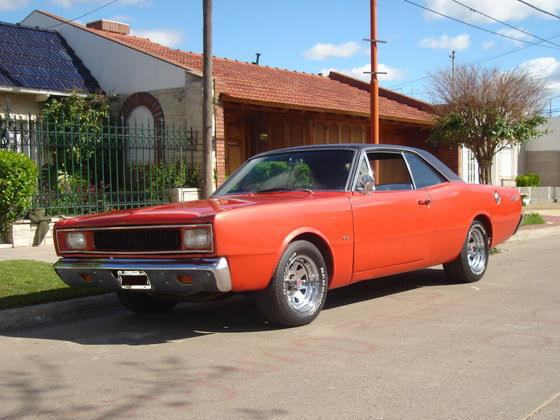
Dodge GTX V8

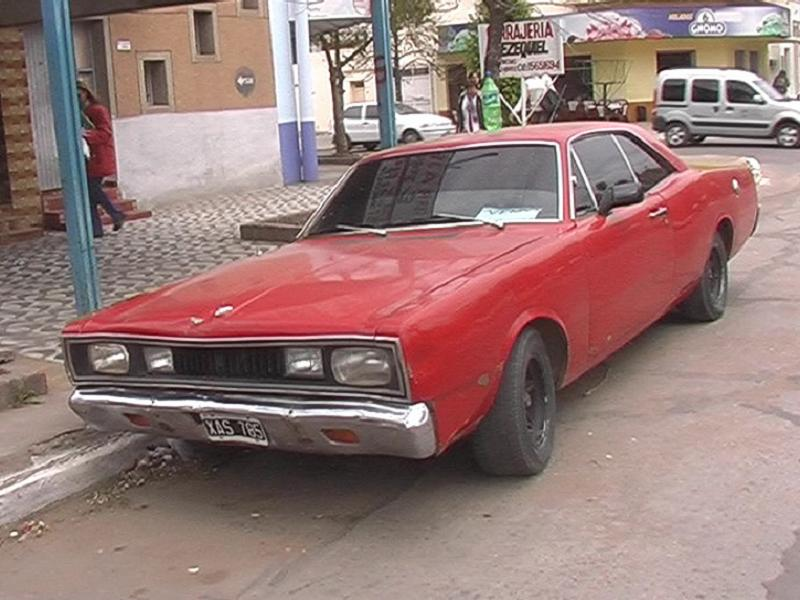
Dodge Polara Coupé

La gama coupé de Dodge fue lanzada oficialmente en el mes octubre del año 1970. Esta gama de modelos, estaba basada en un diseño completamente desarrollado en Argentina, para el cual se tomarían como bases el diseño de la línea Sedán y el techo del modelo Plymouth Barracuda. Para combinar estas formas, primeramente se tomó como base la parte media baja de la línea sedán, a la cual se le suprimieron las puertas traseras y los parantes, siendo las puertas delanteras corridas unos centímetros más hacia atrás. Al mismo tiempo, en la línea de cintura le fueron agregadas dos curvaturas a la altura de los guardabarros traseros, dando al coche una apariencia "musculosa". Este diseño se complementó con el desarrollo de un techo de diseño similar al Barracuda, el cual terminó dando como resultado una coupé sin parantes de gran tamaño y mejor perfil aerodinámico que su versión sedán. Asimismo, sus prestaciones diferían dependiendo del tipo de motorización, las cuales variaban desde un potente motor Slant-Six de 225 pulgadas cúbicas, hasta un V8 de 318 pulgadas cúbicas.
La alineación de la gama coupé consiste en:
- Dodge GTX: Modelo diseñado y desarrollado en Argentina a partir de la base del Polara nacional. Era un automóvil de carrocería coupé autoportante, presentado en el año 1970. Sus primeras versiones venían equipadas con los impulsores Slant Power A-119 que pertenecían al Dodge GT y su nivel de equipamiento era similar al del Dodge Coronado, siendo también el techo de vinilo una característica estética de este modelo. Al mismo tiempo, este modelo poseía una versión aún más radicalizada denominada GTX V8, la cual incorporaba un impulsor V8 de 318 pulgadas cúbicas (5210 cc.) de origen mexicano y capaz de erogar una potencia de 212 HP a 4400 RPM. A partir del año 1972, el GTX pasaba a equipar únicamente impulsores V8, siendo la versión de 6 cilindros reformulada y redenominada como Polara Coupé, pasando a formar parte del paquete de versiones del modelo Dodge Polara. Su producción se discontinuó en el año 1978, junto a toda la línea coupé.
- Dodge Polara Coupé: Modelo derivado del Dodge GTX, que fuera presentado en el año 1972 como sucesor de la versión de 6 cilindros en línea del GTX. Sus cambios más sustanciales, se basaban en el recambio de su equipamiento de lujo, pasando a contar con niveles de terminación similares al Dodge Polara, a la vez de pasar a incorporar de serie la caja de velocidades de 3 marchas y frenos a tambor en las 4 ruedas, aunque al mismo tiempo, ofrecía como opcionales frenos delanteros a disco y caja manual de 4 velocidades. Fue finalmente reemplazado en el año 1973 por su versión mejorada, el Dodge RT
- Dodge RT: Modelo desarrollado y presentado en el año 1973, como alternativa al básico Polara Coupé, siendo sucesor de este modelo. El mismo, era un automóvil coupé de corte netamente deportivo y con un impulsor desarrollado para tal fin. Mecánicamente, presentaba una nueva versión mejorada del impulsor Slant-Six RG 225, siendo elevada su relación de compresión a 8.5:1, alcanzando una potencia máxima de 174 HP a 4400 RPM, convirtiéndolo en el segundo modelo de 6 cilindros más potente de todos los fabricados por Chrysler en Argentina. Este impulsor, estaba acoplado a una caja manual de 4 velocidades que le permitía rodar hasta una velocidad máxima de 181 km/h. Estéticamente llamaba la atención por su decoración, consistente en dos bandas laterales que recorrían de punta a punta la cintura del vehículo, dejándose ver en la parte trasera del coche las siglas "RT". Su producción finalizaría en el año 1978, junto al resto de los modelos de la línea coupé.